# Liam Henderson
Liam Henderson (Livingston, Escocia, 25 de abril de 1996) es un futbolista británico que juega como centrocampista en la U. C. Sampdoria de la Serie B.

## Carrera
El 13 de marzo de 2014 Henderson jugó su primer partido de liga frente al Kilmarnock. Anotó su primer gol con el Celtic el 26 de marzo de 2014, en una victoria por 5-1 frente al Partick Thistle.
Henderson jugó un par de partidos en las primeras semanas de la temporada 2014-15; jugó contra el KR Reykjavík en un partido de la segunda ronda previa de la Liga de Campeones de la UEFA 2014-15, y contra el Inverness Caledonian Thistle por la liga. Ayudó al Celtic en el partido de ida de los dieciseisavos de final de la Liga Europea de la UEFA 2014-15 ante el Inter de Milán, entrando como sustituto en el segundo tiempo y ayudando a John Guidetti a marcar el gol del empate.
Henderson fue cedido al Rosenborg el 31 de marzo de 2015. Debutó con el Rosenborg el 12 de abril de 2015, entrando como sustituto en el segundo tiempo en una victoria por 6-0 contra el Haugesund. Anotó su primer gol el 22 de abril de 2015, en un partido por la Copa de Noruega frente al Vuku.

## Clubes
| Club                     | País    | Año       |
| ------------------------ | ------- | --------- |
| Celtic F. C.             | Escocia | 2014-2018 |
| Rosenborg BK (cedido)    | Noruega | 2015      |
| Hibernian F. C. (cedido) | Escocia | 2015-2016 |
| A. S. C. Bari            | Italia  | 2018      |
| Hellas Verona            | Italia  | 2018-2020 |
| Empoli F. C. (cedido)    | Italia  | 2020      |
| U. S. Lecce              | Italia  | 2020-2021 |
| Empoli F. C.             | Italia  | 2021-2025 |
| Palermo F. C. (cedido)   | Italia  | 2023-2024 |
| U. C. Sampdoria          | Italia  | 2025-     |

## Palmarés
- Copa de la Liga de Escocia: 2014-15